# Hans Ludwig Schilling
Hans Ludwig Schilling (Mayen, 9 maart 1927 - Neurenberg, 18 augustus 2012) was een Duits componist, muziekpedagoog, musicoloog en fagottist.

## Levensloop
Schilling kreeg al in jonge jaren van zijn grootvader Johann Stoll muzieklessen. Op 13-jarige leeftijd kreeg hij bij de professoren Heinrich Lemacher (muziektheorie) en Bram Eldering (viool) uit Keulen verdere opleiding. Hij studeerde vanaf 1947 aan de Hochschule für Musik Freiburg in Freiburg im Breisgau. In 1951 behaalde hij aldaar zijn diploma's voor fagot en piano. In 1955 behaalde hij het diploma voor muziekopleidingen an hogescholen. Verder studeerde hij musicologie aan de Albert Ludwigs Universiteit Freiburg en aan de Universiteit Zürich in Zürich. In 1957 promoveerde hij in Freiburg im Breisgau tot Dr. phil. (Philosophiæ Doctor). Tot zijn leraren behoorden onder andere Paul Hindemith, Harald Genzmer, Nadia Boulanger, Antoine-Elisée Cherbuliez, Wolfgang Fortner.
Van 1955 tot 1959 was hij docent aan de Albert Ludwigs Universiteit Freiburg. Vanaf 1960 werkte hij als docent aan het Badisches Konservatorium in Karlsruhe. Aansluitend werd hij professor voor compositie aan de Hochschule für Musik Nürnberg-Augsburg te Neurenberg.
Als componist schreef hij met uitzondering van de opera voor vele genres, maar vooral voor blazers, koren en orgel.

## Composities

### Werken voor orkest
- Concerto Tuba & Co, voor tuba en strijkorkest
- Fantasia lirica, voor viool en strijkers
- Largo e Passacaglia cromatica, voor strijkorkest
- Weihnachts Partita Nr. 1, voor trompet en strijkers (of trompet en orgel)
  1. Quodlibet I: "Adeste-Fidelis" / "Vom Himmel hoch"
  2. Quodlibet II: "Tochter Zion" / "Vom Himmel hoch"
  3. Quodlibet III: "Tochter Zion" / "Adeste fidelis"

### Werken voor harmonieorkest
- 1968 Urkraina, suite
- 1969 Sinfonia in drie bewegingen
- 1975 Alt-Nürnberg (Oud-Neurenberg), wals
- 1975 Hymnus
- 1976 Junge Welt, mars
- 1984 Orgel-concertino, voor orgel solo en harmonieorkest
- 2002 Sinfonischer Marsch

### Werken voor tokkelorkest
- Suite für Zupforchester

### Missen en gewijde muziek
- 1982 Intonation and Partita "Erschienen ist der herrlich Tag", voor althobo (of altsaxofoon) en orgel
- 1989 Hymnarium "Sancti Hieronymi in clusa", voor trompet en orgel
- 1994 Osterhymnus, voor trompet en orgel
- Antifone “Verleih uns Frieden”, voor solo trompet, koperblazers, slagwerk en orgel
- Canzona über „Christ ist erstanden“, voor trompet en orgel
- Christ ist erstanden, voor gemengd koor, trompet en orgel
- Der 42. Psalm, voor gemengd koor en orgel
- Ich weiss ein lieblich Engelspiel, voor solisten, vrouwenkoor, 5 blokfluiten, pauken, slagwerk, klokkenspel, metallofoon, xylofoon, gitaar, piano, klavecimbel en strijkers
- Missa Brevis „Eibacher Messe“, voor sopraan, alt, tenor en bas a capella (of orgel colla parte)
- Missa Brevis (Friedensmesse), voor gemengd koor en orgel
- Nun danket all‘ und bringet Ehr, koraal-motet voor gemengd koor, samenzang en orgel
- O Heiland, reiß die Himmel auf, voor gemengd koor en orgel
- Partita Nr 4 "Varianten" über einen Passions-Choral aus dem Liederbuch der Maria Mooswalder, St. Martin (Gsiess, Südtirol) "Christus, Sohn Gottes, Opfer am Kreuzesstamm", voor 4 trombones
- Psalm 150 - in Form einer Ciacona, voor tenor en orgel
- Sonata da Chiesa, voor hoorn en orgel
- Sonne der Gerechtigkeit, voor gemengd koor en orgel
- Weihnachts-Antiphon, voor gemengd koor en orgel

### Werken voor koren
- Das Wolkenlied, voor mannenkoor
- Die Goldsucher von Rio Grande, voor mannenkoor
- Die lustigen Spötter, voor mannenkoor
- Fünf Seemanns Stories, voor mannenkoor, piano en slagwerk - tekst: Fritz Graßhoff
  1. Das Lied vom Floh
  2. Jan Bart
  3. Roberts The Rover
  4. Des Seeräubers Morgenlied
  5. Anne Bonny
- Hej, ihr Burschen Musikanten, voor gemengd koor
- Mitten in dem Leben, voor gemengd koor
- Wahre Freundschaft, voor gemengd koor

### Vocale muziek
- Legende vom Weisen und Zöllner - Legende von der Entstehung des Buches Taoteking, voor solisten, gemengd koor en orkest - tekst: Bertolt Brecht

### Kamermuziek
- 1968 Bicinia serena, voor twee altsaxofonen
- 1983 Trisax, voor alt-, tenor- en baritonsaxofoon
- 1993 Appellation (Anruf) - suite, voor hoorn solo
- 1996 Suite breve, voor twee trompetten of twee hoorns
- 1997 Aus Schuberts Garten, suite voor dwarsfluit en gitaar
- 2002 Concerto "Chansons pour La Cathédrale", voor blokfluit (van sopranino tot grotbas in afwisseling) en orgel
- 2003 Sonatina 2003, voor klarinet en piano
- IV Pezzi Notturni, voor viool, altviool en cello
- Adagio Lamentoso, voor viool, altviool en cello
- Amalfi, voor dwarsfluit solo
- Bagatelles en Suite, voor klarinet of basklarinet
- Ballet de papillons, dansen suite voor dwarsfluit, hobo en piano
- Chant á sentiment, voor trompet en orgel
- Concerto piccolo, voor dwarsfluit, althobo, altviool en piano
- Dialoge, voor altsaxofoon en orgel
- Divertimento, voor trompet, hobo, fagot, klavecimbel en contrabas
- Drei lyrische Stücke, voor trompet en orgel
  1. Consolati
  2. Lamento
  3. Oratio
- Drei Salonstücke, voor viool en piano
- Fantasia riservata, voor cello en orgel
- Favorite, voor trompet en piano
- Floriani Suite, voor trompet solo
- Konzert in einem Satz, voor 2 trompetten en orgel
- Legendae serenae, 3 vrolijke legendes voor viool en orgel
- Mimus mit Klarinette, voor klarinet en piano
- Quintetto 67: "Zeacis Hafis", voor blazerskwintet
- Sonatina, voor trompet en piano
- Sonatina "AMALFI"
- Sonatina Capricciosa, voor klarinet en piano
- Sonatina „Positano“, voor dwarsfluit solo
- St. Edmundsbury Music (Canzon’e Ricercare a 7), voor 3 trompetten, hoorn, 2 trombones en tuba
- Suite in Memoriam Paul Hindemith, voor viool solo
- Suite Palatium, voor 3 trompetten
- Triade/Tiraden, voor dwarsfluit, hobo en fagot
- Trois Èpisodes Lyriques, voor viool en piano
- Tuba prima, voor tuba solo
- Vier Bicinien, voor 2 altsaxofonen
- Vier Impromptus, voor 3 trombones
- Vom Himmel hoch da komm ich her, voor 4 trombones
- Weihnachts Partita Nr. 2, voor trompet en orgel

### Werken voor orgel
- 1974 Klimax - Antiklimax, Lübecker Toccata voor orgel
- Adagio in memoriam Max Reger
- Partita quasi trompetteria über "Allein Gott in der Höh sei Ehr", voor orgel
- Rondo quadrato (1.Orgelpartita)
- Tak - Dank
- Totentanz-Toccata
- Veni Creator Spiritus, fantasie
- Vier Choralvorspiele
  1. Wie schön leuchtet der Morgenstern
  2. Allein Gott in der Höh sei Ehr
  3. Nun bitten wir den Heiligen Geist
  4. Im Frieden dein
- Vier Intermezzi über den Namen B A C H, voor orgel

### Werken voor piano
- Sonatina

### Werken voor accordeon
- 2e suite, voor accordeon
- Orion Suite, voor accordeornorkest

### Werken voor gitaar
- Suite, voor gitaar solo
- 2e suite, voor gitaar solo
- Duo concertante, voor twee gitaren
- Duo Suite, voor altblokfluit en gitaar
- Suite Boemia, voor drie gitaren

### Werken voor slagwerk
- 7 Versetten, voor marimba

## Publicaties
- Hans Ludwig Schilling: Paul Hindemiths Cardillac - Beiträge zu einem Vergleich der beiden Opernfassungen - Stilkriterien im Schaffen Hindemiths. Anh. Noten, Würzburg : Triltsch, 1962. - 36 p.
- Hans Ludwig Schilling: Zur Instrumentation in Igor Strawinskys Spätwerk, aufgezeigt an seinem "Septett 1953", in: Archiv für Musikwissenschaft, 13. Jahrg., H. 3./4. (1956), pp. 181–196
- Hans Ludwig Schilling: Die Oper Cardillac von Paul Hindemith, Freiburg, Brsg., Universität, Dissertation, 1957